# 山江镇
山江镇，是中华人民共和国湖南省湘西土家族苗族自治州凤凰县下辖的一个乡镇级行政单位。

## 行政区划
山江镇下辖以下地区：
山江社区、黄毛坪村、早岗村、大马村、凉灯村、老家寨村、毛都塘村、雄龙村、千潭村、大门山村、马鞍山村、好友村、古塘村、东就村、板建业村、星光村、下茶村、鱼井村、樟坡村、稼贤村、板畔村和上茶村。

## 中国传统村落
2013年8月，老家寨村、凉灯村被评为第二批中国传统村落。